# Cheilanthes microphylla
Cheilanthes microphylla es una especie de helecho de la familia botánica Pteridaceae. Se distribuye por América

## Descripción
Es un helecho con rizoma corta a largamente rastrero, delgado, las escamas 1.5-2 mm, linear-lanceoladas, enteras, concoloras a bicoloras; pecíolo de 0.5-0.8(-1) veces tan largo como la lámina, atropurpúreo, lustroso, terete, escamoso, las escamas 0.5-1.5 mm, lineares a filiformes, anaranjado pálido, ascendente-patentes, ligeramente tortuosas; lámina 15-40 x 3-5(-10) cm, lanceolada a oblonga o angostamente elíptica, 2-pinnado-pinnatífida, raramente 3-pinnada (basalmente), ambas superficies pelosas, o el haz peloso y el envés glabro, los tricomas 0.1-0.5 mm, septados, blanquecinos o hialinos, erectos a patentes, más numerosos en el en- vés; pinnas 10-15 pares, 1.5-3.5(-5) x 0.8-1.5 cm, lanceolado-oblongas, equiláteras; últimos segmentos (pínnulas) 3-8 x 2-4 mm, oblongos, con 2 o más lobos; raquis y costas como los pecíolos, pero las costas verdes y sulcadas adaxialmente; nervaduras inconspicuas, generalmente no visibles, pelosa; indusio reflexo, escarioso, entero, eroso o fimbriado; esporas pardo claro. 
Cheilanthes microphylla se caracteriza por la lámina 2-pinnado-pinnatífida, los ápices de las pinnas pinnatífidos (de diferente forma), los haces pelosos y las pínnulas pinnatífidas con más de un lobo. Esta especie es a menudo confundida con Cheilanthes notholaenoides, la cual difiere por tener los haces glabros, sólo un lobo (basal y acroscópico) en las pínnulas y los ápices de las pinnas de igual a semejante forma. Debido a que las pínnulas de C. notholaenoides tienen sólo un lobo basal, los indusios son continuos desde el ápice de la pínnula hasta la base. En contraste, Los indusios de C. microphylla son discontinuos (interrumpidos) en los senos entre los lobos.

## Distribución y hábitat
Se encuentra en los bosques de Pinus-Quercus, sobre construcciones, muros viejos, afloramientos de caliza, a una altitud de (300-)600-1500 m s. n. m., en el sur de Estados Unidos, México, Mesoamérica, Colombia, Venezuela, Ecuador, Perú, Bolivia y Antillas.

## Taxonomía
Cheilanthes microphylla fue descrita por (Sw.) Sw. y publicado en Synopsis Filicum 127. 1806.
Sinonimia
- Adiantum microphyllum Sw.
- Adiantum pubescens Poir.
- Allosorus microphyllus (Sw.) Liebm.
- Cassebeera microphylla (Sw.) J. Sm.
- Cheilanthes heterotricha Andersson
- Cheilanthes moritziana Kunze
- Cheilanthes pubescens Kunth
- Notholaena microphylla (Sw.) Keyserl.	[2]